# Districte de Ceret

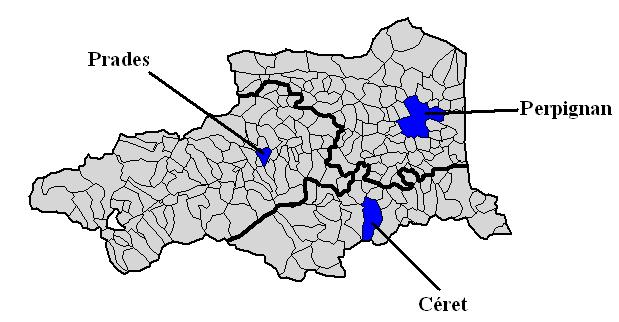
Els 3 districtes dels Pirineus Orientals

El Districte de Ceret és un districte (en francès arrondissement) de França, que es localitza en el département Pirineus Orientals, de la régio d'Occitània. Té 5 cantons i 40 comunes. La capital del districte és Ceret.

## Divisió territorial

### Cantons
Els cantons del districte de Céret són:
1. Argelers
2. Arles
3. Ceret
4. Costa Vermella
5. Prats de Molló i la Presta

### Comunes
| 1. L'Albera (66001)               | 2. Els Banys d'Arles i Palaldà (66003) | 3. Argelers (66008)                    | 4. Arles (66009)                    |
| 5. Banyuls dels Aspres (66015)    | 6. Banyuls de la Marenda (66016)       | 7. La Bastida (66018)                  | 8. El Voló (66024)                  |
| 9. Calmella (66032)               | 10. Cervera de la Marenda (66048)      | 11. Les Cluses (66063)                 | 12. Cotlliure (66053)               |
| 13. Cortsaví (66060)              | 14. Costoja (66061)                    | 15. Ceret (66049)                      | 16. La Menera (66091)               |
| 17. La Roca d'Albera (66093)      | 18. Morellàs i les Illes (66106)       | 19. Montoriol (66112)                  | 20. Montboló (66113)                |
| 21. Montesquiu d'Albera (66115)   | 22. Montferrer (66116)                 | 23. Oms (66126)                        | 24. Palau del Vidre (66133)         |
| 25. El Pertús (66137)             | 26. Portvendres (66148)                | 27. Prats de Molló i la Presta (66150) | 28. Reiners (66160)                 |
| 29. Sant Andreu de Sureda (66168) | 30. Sant Genís de Fontanes (66175)     | 31. Sant Joan de Pladecorts (66178)    | 32. Sant Llorenç de Cerdans (66179) |
| 33. Sant Marçal (66183)           | 34. Serrallonga (66194)                | 35. Sureda (66196)                     | 36. Tellet (66199)                  |
| 37. Teulís (66203)                | 38. El Tec (66206)                     | 39. Vilallonga dels Monts (66225)      | 40. Vivers (66233)                  |

## Administració
Llista dels sotsprefectes del districte de Ceret :
- 19 juliol 1898-1906 : Pierre Bordes
- Del 12 de setembre de 2001[1] al 22 juliol de 2004:[2] Jean-Yves Lallart
- Del 26 de juliol de 2004[3] al 30 de gener de 2006:[4] Jean-Pierre Gillery
- Del 30 de gener 2006[5] al 28 de juliol de 2008:[6] Didier Salvi
- Del 28 de juliol de 2008[7] a l'1 d'agost de 2011 : Antoine Andre
- De l'1 d'agost de 2011[8] al 29 d'abril 2014:[9] Philippe Saffrey
- Des del 29 d'abril de 2014 : Gilles Giulani[10]